# Fredrik Lundman
Fredrik Karl Olof Lundman, född 14 februari 1992 i Piteå stadsförsamling, Norrbottens län, är en svensk sångare och låtskrivare, vars huvudfokus ligger på att göra countrymusik.

## Biografi
Lundman gjorde som artonåring audition för TV-programmet Talangs femte säsong på TV4, för att sedan därefter göra audition för säsong 8 av det andra TV-programmet Idol (också på TV4), där han inte kom längre än till slutaudition. Tio år senare gjorde han en andra audition för Idol och lyckades denna gång placera sig som en av huvuddeltagarna, i det så kallade "Topp 13". Lundman slutade på en femte plats i programmet.
Fredrik Lundman deltog i Melodifestivalen 2025 med bidraget "The Heart of a Swedish Cowboy", som han framförde under den andra deltävlingen på Scandinavium i Göteborg, den 8 februari 2025.

### Familj
Fredrik Lundman är son till Erik Lundman (1957–2024), lastbilschaufför och som medverkade bland annat i TV-programmet Svenska Truckers på TV3.